# Ottomaans–Perzische Oorlog (1743-1746)

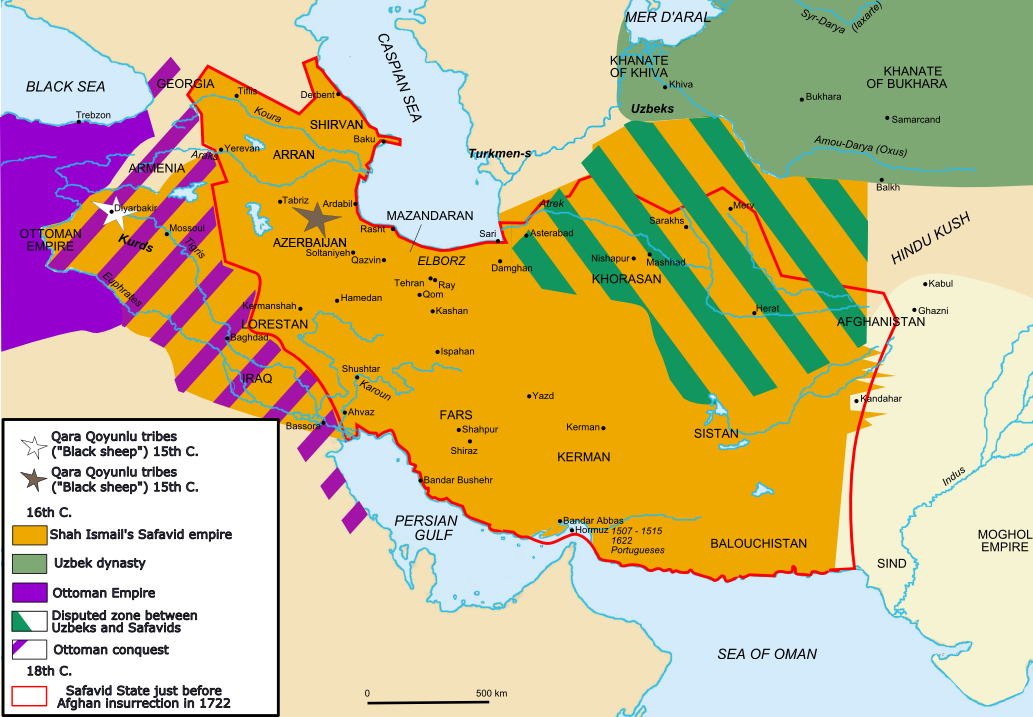
De grenzen tussen het Ottomaanse en het Perzische rijk in 1639. Het paars gearceerde gebied werd definitief Ottomaans

De Ottomaans–Perzische Oorlog (1743–46) was de tweede campagne die Nader Sjah Afshar, sjah van Perzië voerde tegen het Ottomaanse Rijk.

## Achtergrond
De eerste campagne, de Ottomaans-Perzische Oorlog (1730-1736) had Nader Sjah gewonnen. Perzië had Irak in 1639 aan de Ottomanen verloren. De ambitie van Nader Sjah was om het land terug te winnen. Onder het mom van een religieus conflict viel hij het Ottomaanse Rijk aan.

## Campagne
In 1743 belegerde hij Mosul en in 1744 Kars, tweemaal zonder succes. De slag bij Kars (1745) was een klinkende overwinning voor Nader Sjah. Nader Sjah volgde zijn overwinning niet op, beide partijen gingen aan de tafel zitten.

## Resultaat
Het verdrag van Kerden in 1746 maakte een einde aan de oorlog. Behalve het glad strijken van de plooien leverde het verdrag niet veel op. Intussen was Nader Sjah paranoïde geworden en werd hij door zijn entourage in 1747 vermoord.